# Toyota iRoad

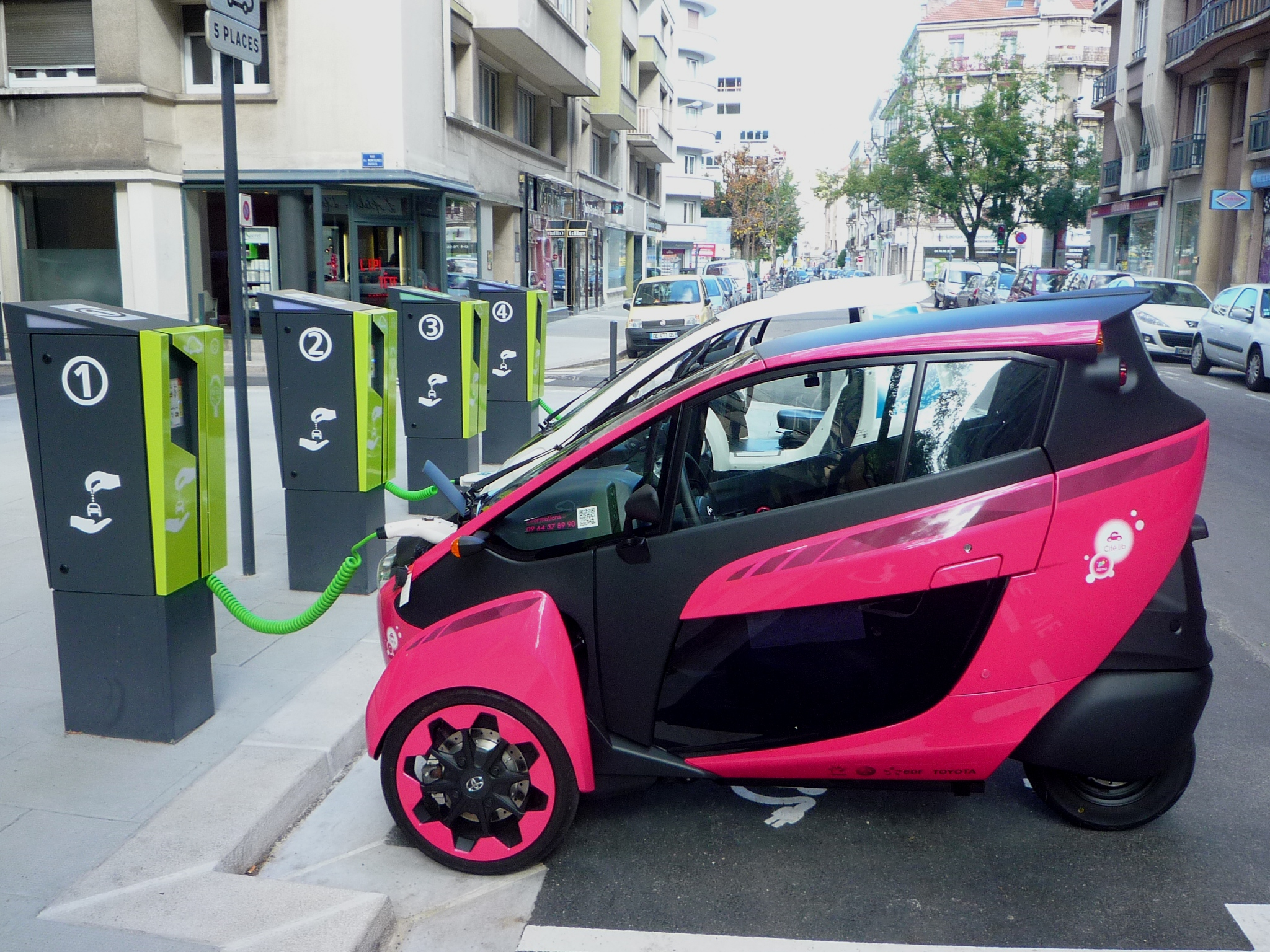
Laddstation för några av Grenobles 70 Toyota i-ROAD.

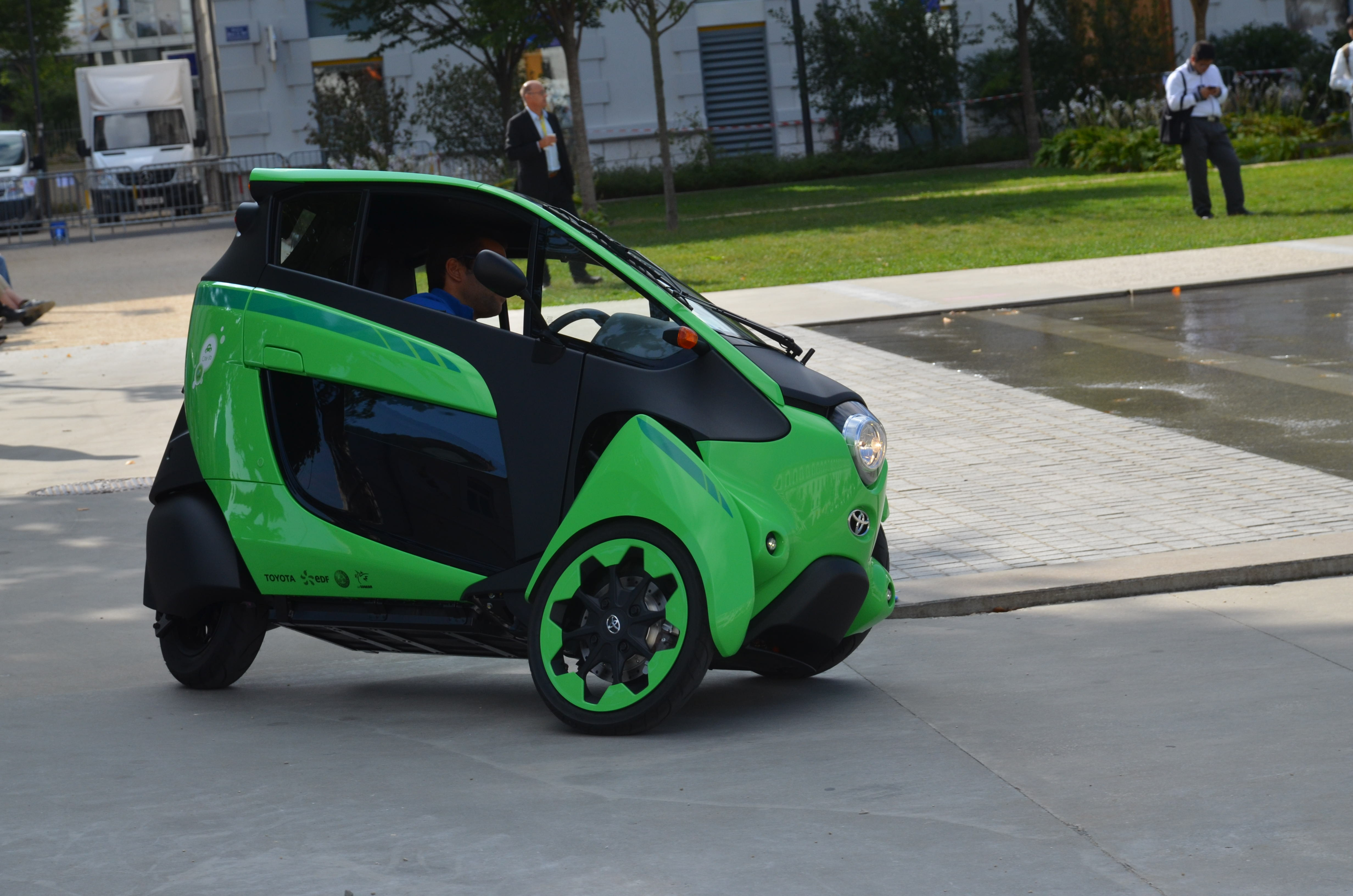
Toyota i-ROAD lutar när den svänger.

Toyota i-ROAD är ett trehjuligt, kompakt eldrivet fordon med en räckvidd på upp till 50 km. i-ROAD finns plats för två personer, passageraren sitter bakom föraren.  Med en längd på drygt 2,3 meter och bredden 87 centimeter, tar Toyota i-ROAD ungefär lika stort plats som motorcykel. Maxhastigheten är 60 km/timme i Japan och 45 km/timme i Europa.
Två elmotorer om 2 kW används för att driva Toyota i-ROAD, dessa sitter placerade i vardera framhjul. Räckvidden för elfordonet är upp till 50 km och dess litiumjonbatteri laddas fullt på tre timmar från ett vanligt 230 volts eluttag.